# Clymene (mythologie)
In de Griekse mythologie verwijst Clymene (Grieks: Κλυμένη) naar ten minste zeven verschillende vrouwen:
- Een synoniem voor de Oceanide Asia, de vrouw van Iapetus en de moeder van Atlas en Prometheus
- Een Oceanide en de moeder van Phaeton en de Heliaden.
- De minnares van Prometheus en moeder van Deucalion.
- De echtgenote van Merops en koningin van Ethiopië, de moeder van Pandareus.
- De echtgenote van Iasus en de moeder van Atalanta.
- De kleindochter van Minos, die aan Nauplius Palamedes baarde.